# Peter Hengstermann
Peter Hengstermann (* 27. August 1950 in Sondershausen) ist ein deutscher Kommunalpolitiker (CDU).

## Leben
Nach seinem Abitur im Jahr 1969 war Peter Hengstermann bis 1970 Betriebsschlosser im Kaliwerk Sondershausen. Bis 1972 studierte er an der TU Dresden. Bis 1976 war Hengstermann Energetiker im VEB Getreidewirtschaft Ebeleben und machte seinen Abschluss als Maschinenbauingenieur. Bis 1978 leistete er seinen Grundwehrdienst. Peter Hengstermann war bis 1989 Abteilungsleiter im VEB Elektroinstallation Sondershausen. Seit 2. Januar 1990 war er Ratsmitglied im Rat des Kreises Sondershausen und seit 1. Juni 1990 dessen Landrat. Seit 1. Juli 1994 war Hengstermann Landrat des Kyffhäuserkreises.
Bei der Landratswahl am 22. April 2012 erhielt er 44,2 % der abgegebenen Stimmen und musste somit am 6. Mai in einer Stichwahl antreten. Dabei erhielt die Gegenkandidatin Antje Hochwind von der SPD die Stimmenmehrheit mit 52,7 %. Am 30. Juni 2012 endete somit seine 22-jährige Amtszeit als Landrat.

## Funktionen
- Landrat (1990–2012)
- Vorsitzender des Landesvorstandes des Deutschen Bühnenvereins
- Präsident der Regionalen Planungsgemeinschaft Nordthüringen
- Aufsichtsratsvorsitzender der Entwicklungsgesellschaft Südharz-Kyffhäuser mbH
- DRK-Kreisvorsitzender

## Politische und gesellschaftliche Funktionen
- Mitglied der CDU seit 1983
- Ortsvorsitzender der CDU in Sondershausen
- 1992–1998 Mitglied des CDU-Landesvorstands
- seit 2002 Vorsitzender des Landesvorstands des Deutschen Bühnenvereins
- Präsident der Regionalen Planungsgemeinschaft Nordthüringen
- Aufsichtsratsvorsitzender der Entwicklungsgesellschaft Südharz-Kyffhäuser mbH
- DRK-Kreisvorsitzender